# Erythrogonia usabida
Erythrogonia usabida är en insektsart som beskrevs av Medler 1963. Erythrogonia usabida ingår i släktet Erythrogonia och familjen dvärgstritar. Inga underarter finns listade i Catalogue of Life.